# Иншаков, Александр Иванович
Алекса́ндр Ива́нович Иншако́в (род. 23 января 1947, Москва) — советский и российский киноактёр, кинорежиссёр, сценарист, кинопродюсер, каскадёр и мастер боевых искусств, певец, общественный деятель.
Президент Ассоциации каскадёров России, с 2013 года — Президент Гильдии каскадёров России Союза кинематографистов РФ, генеральный секретарь (с 2001) и президент (с 2004) национальной федерации каратэ России, президент Международного Совета по абсолютным поединкам, президент Фонда развития национальных единоборств, до июля 2018 года — президент Российской кинологической федерации, председатель правления РО ОПП ПРР «Природа и общество».
Президент национальной премии «Спорт всем миром», постановщик трюков, академик Российской академии кинематографических искусств «Ника», предприниматель.

## Биография
Отец Иван Семёнович Иншаков (21.07.1915 — 05.06.1969) — преподаватель физкультуры в школе. Мать — Зоя Алексеевна Иншакова (26.11.1924—19.06.2012). Сестра Галина. Вырос в районе Кожухово (Москва, Южнопортовый). После окончания средней школы № 509 поступил на завод-ВТУЗ при ЗИЛе, работал в механосборочном цехе. Работал тренером по гимнастике (с 1967), тренером по дзюдо (1974—1980) в ДСО «Труд», в 1984 году окончил заочное отделение Московского областного педагогического института, получил специальность тренера-преподавателя.
В начале 1970-х годов по совету скульптора Александра Рукавишникова Иншаков стал тренироваться в карате под руководством Алексея Штурмина. Через 3-4 года тренировок стал инструктором, получил чёрный пояс. Участвовал в соревнованиях — был абсолютным чемпионом на первом чемпионате Москвы в 1979 году. После запрета карате ушёл в «подполье», участвовал в показательных выступлениях. Позже перешёл в айкидо.
В 1990-е годы долгое время снимался в рекламном блоге «Магазин на диване».
В кино первоначально выступал как каскадёр, потом стал играть эпизодических персонажей, владеющих единоборствами или выполняющих сложные трюки. Как правило, является постановщиком трюков в фильмах, в которых участвует. Более 20 лет проработал на киностудии «Мосфильм».
Увлекается дайвингом, горными лыжами.
Член Общественного Совета при Министерстве обороны РФ, бывший член Центрального Совета Сторонников партии «Единая Россия»..
Как певец дебютировал в 2002 году. Его сольные альбомы в основном содержат каверы на известные песни эстрадных исполнителей, однако в последнем альбоме «Нет срока давности у любви» также присутствуют собственные авторские песни.
30 мая 2010 года Иншаков был избран президентом Российской кинологической федерации. Занимал должность 8 лет, по август 2018 года, когда на внеочередном общем собрании членов РКФ президентом был избран Владимир Голубев, совладелец и вице-президент холдинга «Адамант».
В сентябре 2013 года стал Почётным членом официального фан-клуба братьев Кличко.
Председатель Оргкомитета проекта «Кедры Великой Победы», сопредседатель Попечительского Совета Фонда поддержки проекта «Дань памяти» имени Мусы Джалиля, председатель Правления Фонда «Инновации и Созидание». Член Общественного Совета Интернационального Союза писателей.

### Политические взгляды
В марте 2011 года Иншаков подписал Обращение представителей общественности против информационного подрыва доверия к судебной системе Российской Федерации.
В феврале 2012 года вошёл в список доверенных лиц кандидата в президенты РФ В. В. Путина. 12 июня 2013 года участвовал в работе учредительного съезда Общероссийского народного фронта «Народный фронт — за Россию». Является членом Общественного совета при Министерстве обороны РФ.
Федеральным бюро расследований Александр Иншаков был признан «нежелательным» и получил отказ в праве въезда на территорию США из-за подозрений в связях с организованными преступными группировками.

### Скандалы и происшествия
Ночью 24 июля 2003 года произошло нападение на дом Александра Иншакова в деревне Подушкино Одинцовского района Московской области. На даче были его сестра Галина и мать Зоя Алексеевна, вооруженное нападение было совершено около двух часов ночи, покинули дом преступники под утро, двое молодых преступников перевернули вверх дном всю дачу, искали деньги и драгоценности больше 2-х часов, сняли с сестры и матери золотые серёжки, кольца и цепочку, забрали деньги в рублях и валюте — около 1000 долларов. Сестру заперли в туалете, мать привязали к стулу на веранде.
17 января 2014 года по подозрению в вымогательстве 2 млн $ у нотариальной конторы были задержаны пятеро жителей Северо-Кавказского федерального округа и один уроженец Таджикистана. 29 января 2014 года было сообщено, что Александр Иншаков проходит по делу в качестве свидетеля. О причастности к делу о вымогательстве Александра Иншакова заявили задержанные предполагаемые преступники.
На организатора в декабре 2023 г. «голой вечеринки» в московском клубе «Мутабор» Анастасию Ивлееву подали коллективный иск в суд. Инициатор — актёр Александр Иншаков — и ещё 22 присоединившихся к нему требуют взыскать с Ивлеевой 1 млрд рублей в пользу фонда поддержки участников войны на Украине «Защитники Отечества» в качестве компенсации морального ущерба, который нанесли им фото с вечеринки.

### Личная жизнь
Супруга Марина Леонидовна Терентьева (род. 26 ноября 1964) — флорист по образованию.

### Возможная связь с ОПГ
В ФБР Иншаков называли главой одной из организаций боевиков криминального авторитета Вячеслава Иванькова. О деятельности Иншакова рассказывал на суде над Япончиком спецагент ФБР Лестер Макналти в 1996 году:
«В организацию Иванькова входят две основные группы «боевиков», возглавляемые Алексеем Петровым («Петрик») и Александром Иншаковым («Иншак»)... Основной помощник Иншакова — Виктор Сергеев, бывший офицер КГБ. Они совершают убийства по приказу Иванькова, в том числе пять или шесть убийств лидеров российской организованной преступности, которые «перешли дорогу» Иванькову. По сообщению «секретного источника-1», Иваньков платит группе Иншакова около 100.000 долларов в месяц. В свою очередь, члены «солнцевской» преступной группировки отчисляют часть своих «заработков» в пользу Иванькова»

## Фильмография

### Актёр
- 1974 — «Кыш и Двапортфеля» — эпизод (нет в титрах)
- 1981 — «Ответный ход» — водитель машины-муковоза
- 1983 — «Без особого риска» — грабитель Зероев
- 1985 — «Одиночное плавание» — капитан Хортс, командир группы охраны ракетной базы
- 1985 — «Начни сначала» — гость Николая
- 1985 — «Про кота…» — старший косарь
- 1986 — «Перехват» — таксист-хулиган в аэропорту
- 1987 — «Асса» — человек, ударивший «Майора» в ресторане
- 1987 — «Человек с бульвара Капуцинов» — Джонсон, усатый ковбой в жилете / индеец
- 1988 — «Приключения Квентина Дорварда, стрелка королевской гвардии» — Хорст, воин Де Ла Марка
- 1990 — «Делай — раз!» — главарь бандитов и каскадёр фильма (в титрах — исполнитель трюков)
- 1990 — «Рыцарский замок» — Конрад
- 1990 — «Дураки умирают по пятницам» — Макс
- 1991 — «Кровь за кровь»
- 1992 — «Цена сокровищ» — Гарри Кокер, предводитель бандитов
- 1992 — «Крысиный угол» — Александр Климов («Клим»)
- 1995 — «Крестоносец» — каскадёр Александр Конов
- 1995 — «Московские каникулы» — прохожий
- 1998 — «Незнакомое оружие, или Крестоносец 2» — Александр
- 2000 — «Рыцарский роман» — граф Роберт Парижский
- 2002 — «Бригада» — Александр Иванович (камео)
- 2008 — «Мальтийский крест» — каскадёр Александр Конов
- 2009 — «Человек с бульвара КапуциноК» — помощник фельдъегеря
- 2012 — «Бригада: Наследник» — Александр Иванович (камео)

### Режиссёр
- 1995 — «Крестоносец» (совместно с М. Туманишвили)
- 2000 — «Рыцарский роман»

### Сценарист
- 2012 — «Бригада. Наследник»

### Продюсер
- 1995 — «Крестоносец»
- 1998 — «Незнакомое оружие, или Крестоносец 2»
- 2000 — «Рыцарский роман»
- 2002 — «Бригада»
- 2008 — «Мальтийский крест»
- 2009 — «ЛОпуХИ: эпизод первый»
- 2012 — «Ана-бана»
- 2012 — «Бригада. Наследник»
- 2013 — «Сердце врага»

### Каскадёр
- 1979 — «Взлёт»
- 1980 — «Санта Эсперанса»
- 1980 — «Тегеран-43»
- 1981 — «Ответный ход»
- 1986 — «Плюмбум, или Опасная игра»
- 1987 — «Холодное лето пятьдесят третьего…»
- 1987 — «Человек с бульвара Капуцинов»
- 1988 — «Приключения Квентина Дорварда, стрелка королевской гвардии» (постановка трюков)
- 1989 — «Частный детектив, или Операция «Кооперация»»
- 1990 — «Взбесившийся автобус»
- 1990 — «Делай — раз!» (постановка трюков)
- 1991 — «Мигранты»
- 1992 — «Крысиный угол» (постановка трюков)
- 1992 — «На Дерибасовской хорошая погода, или На Брайтон-Бич опять идут дожди»

## Дискография
- 2003 — «Пророческая женщина»
- 2008 — «Запахло весной»
- 2010 — «Остаюсь навсегда»
- 2012 — «Нет срока давности у любви»

## Синглы
- 2013 «Разведены мосты» (дуэт с Татьяной Булановой)
- 2015 «Ты у меня единственная» (дуэт с Мариной Александровой)

## Видеоклипы
- 2009 — «Помолимся за родителей» (дуэт с Сосо Павлиашвили)
- 2013 — «Разведены мосты» (дуэт с Татьяной Булановой)

## Награды
- Медаль «Участнику военной операции в Сирии» (2017 год) — за содействие в решении задач, возложенных на Вооружённые Силы Российской Федерации при проведении военной операции в Сирийской Арабской Республике[18].

## Бизнес
- С 1997 — совладелец стоматологической клиники «Dental Art» (делит с Андреем Макаревичем, Леонидом Ярмольником и Леонидом Якубовичем).[19]